# Историко-географски области в Древна Гърция
Регионите на Древна Гърция са историко-географски области, сочени от древните гърци като географски подразделения на елинския свят. Тези региони са описани в произведенията на древните историци и географи, както и в пантеона и легендите от древногръцката митология.
Няма ясно дефинирана обосновка за структурирането на тези региони. Някои от тях, особено в Пелопонес, може да се разглеждат като отделни физико-географски единици, определени от естествени граници, като планински била и реки. Те са запазили своята идентичност, дори когато населението им се е променяло, например през гръцките тъмни векове. И обратното, разделението на Централна Гърция на Беотия, Фокида, Дорис и трите части на Локрида не може да бъде възприето като обусловено от физически граници, а вместо това изглежда следва древните племенни райони. Въпреки това, тези региони също преживяват сътресенията на гръцките тъмни векове, което показва, че те са с по-малко политически конотации. Извън Пелопонес и Централна Гърция, географските разделения и идентичностите се променят с течение на времето, което предполага по-тясна връзка с племенната идентичност. С настъпването на класическата епоха възникват съответни политически структури за обединяване на градовете (например Аркадската лига 370 пр. Хр. – 230 пр. Хр.). За пълно разбиране на древната история на Гърция се изисква по-подробно описание на древните региони.
Тези традиционни региони на Гърция са в основите и на съвременната система на историко-географски области в Гърция. Въпреки това, съществуват важни разлики, особено при по-малките древни региони, които не са представени в съществуващата система.
Традиционните области в Древна Елада са заложени и в административното райониране по номи и деми в съвременна Гърция. Има и разлики, при които не съвпадат данните от древните и антични източници със съвременното райониране на Гърция. 

## Континентална Гърция
Континентална Гърция днес е най-южната част на Балканския полуостров и се среща и като Централна Гърция, но в северната ѝ част са разположени следните древни региони, които не са част от Древна Гърция: Илирия, Пеония, Древен Епир и Древна Македония, а гърците са ги считали за варвари (не гърци). Най-северният древногръцки регион е Антична Тесалия.

### Антична Тесалия
- Фтиотида
- Магнезия
- Хестиеотида
- Пеласгиотида
- Перебия
- Тесалиотида

Следват районите на т.нар. Същинска Гърция:
- Акарнания
- Ениания
- Етолия
- Аперантия
- Атика
- Беотия
- Долопия
- Дорис
- Евбея
- Локрида
- Малис
- Мегарида
- Ойтея
- Фокида

На юг, отделени с Коринтския залив, са групирани Пелопонеските региони.

### Пелопонес
- Ахея
- Аркадия
- Арголида
- Коринтия
- Елида
- Лакония
- Месения

Извън континенталната част има много острови и колонии.

## Гръцки острови
- Йонийски острови
- Егейски острови (вкл. Цикладски острови, Додеканезки острови и Крит)
- Кипър